# GRB 970228
GRB 970228 è stato il primo lampo gamma in cui è stato possibile osservare un bagliore residuo (afterglow). È stato rilevato il 28 Febbraio 1997 alle 2:58 UTC.
Sin dal 1993 i fisici avevano previsto che i lampi gamma sarebbero stati seguiti da un bagliore residuo a energia inferiore rispetto al lampo iniziale (nelle lunghezze d'onda delle onde radio, dei raggi-x e anche della luce visibile), tuttavia, prima di questo evento, erano stati osservati solo lampi gamma altamente luminosi ed energetici che non permettevano di localizzarli con accuratezza.
Il lampo gamma in questione ebbe diversi picchi nella sua curva di luce e durò intorno agli 80 secondi. Le peculiarità della curva di luce di GRB 970228 suggerirono che sia anche avvenuta una supernova. La posizione del lampo gamma coincise con una galassia ad una distanza di circa 8,1 miliardi di anni luce (con spostamento verso il rosso pari a z = 0.695), fornendo le prime prove che i lampi gamma si verificano ben oltre la Via Lattea; ciò venne dimostrato in maniera decisiva due mesi dopo con l'osservazione di un altro lampo gamma GRB 970508.

## Osservazioni
GRB 970228 è stato rilevato il 28 Febbraio 1997 alle 2:58 UTC dal rilevatore di lampi gamma (GRBM) e da una delle Wide Field Camera (WFC) a bordo del BeppoSAX, un satellite italo-olandese originariamente progettato per studiare raggi-X.
Il lampo durò circa 80 secondi ed ebbe molteplici picchi nella sua curva di luce. I lampi gamma hanno profili temporali molto diversi e non è del tutto chiaro il motivo per cui alcuni lampi hanno più picchi e altri ne hanno solamente uno. Una possibile spiegazione è che si formino più picchi quando la sorgente del lampo gamma subisce una precessione. Entro poche ore, il team del BeppoSAX utilizzò il rilevamento di raggi-X per determinare la posizione del lampo con un margine di errore di 3 minuti d'arco.
Circa uno e nove giorni dopo, furono scattate immagini ottiche della posizione del lampo (tenendo conto del margine d'errore) con il telescopio William Herschel a La Palma; il confronto delle immagini ha rivelato una sorgente puntiforme in dissolvenza situata ad un'ascensione retta di 05h 01m 46.7s e una declinazione di +11° 46′ 53.0″, fornendo la prima localizzazione con precisione al secondo d'arco di qualsiasi lampo gamma.